# Изложба „Цртеж и мала пластика” (јун–јул 1978)
Изложба „Цртеж и мала пластика” се одржала у периоду од јуна до јула 1978. године, у Изложбеном павиљону Народног музеја Ниш, Првој југословенској колонији Сићево и Дому културе Алексинац.

## Излагачи

### Цртежи
1. Драгиша Андрић
2. Бошко Атанацковић
3. Стеван Боднаров
4. Анђелка Бојовић
5. Соња Бриски
6. Душан Гавела
7. Мирослав Гајић
8. Оливера Грбић
9. Миливој Грујић Елим
10. Фатима Дедић Рајковић
11. Дуња Докић Николић
12. Ружица Ђорђевић
13. Слободан Ђуричковић
14. Маша Живкова
15. Јован Живковић Јомус
16. Јован Р. Зец
17. Светлана Златић
18. Љубодраг Јанковић Јале
19. Гордана Јоцић
20. Слободанка Кнежевић
21. Радмила Лазаревић
22. Владан Љубинковић
23. Бранко Манојловић
24. Слободанка Мариновић Ступар
25. Бранислав Марковић
26. Мома Марковић
27. Слободанка Матковић
28. Весна Мијачика
29. Миливоје Миладиновић
30. Драган Милошевић
31. Зоран Миленковић
32. Милун Митровић
33. Зоран Настић
34. Марија Недељковић
35. Лепосава Павловић
36. Ружица Беба Павловић
37. Синиша Пајић
38. Љубица Радовић
39. Слободанка Ракић Дамјанов
40. Јован Ракиџић
41. Оливера Савић
42. Мирко Сикимић
43. Рајко Сикимић
44. Десанка Станић
45. Милан Сташевић
46. Миливоје Стоиљковић
47. Добри Стојановић
48. Миодраг Стојановић
49. Мирослав Стојановић Пирке
50. Зорица Тасић
51. Миљан Тихојевић
52. Србољуб Траванов
53. Јелена Трпковић
54. Лепосава Туфегџић
55. Нусрет Хрвановић
56. Томислав Шебековић
57. Александар Шиверт
58. Милош Шкрбовић

### Мала пластика
1. Стеван Боднаров
2. Војислав Вујисић
3. Никола Вукосављевић
4. Савица Дамјановић
5. Милан Жунић
6. Светислав Здравковић
7. Владимир Комад
8. Душан Марковић
9. Милорад Рашић
10. Милорад Ступовски
11. Томислав Тодоровић